# Neus Moly i Martí
Neus Moly i Martí (1944 - Barcelona, 19 de novembre de 2005) va ser una pedagoga catalana, feminista i esperantista.
Moly va obtenir el seu doctorat en pedagogia, sota la tutoria del doctor Alexandre Sanvisens i Marfull, amb especialització en pedagogia cibernètica. La seva tesi doctoral va portar el títol Llenguage, pedagogia i cibernètica. Aspectes pedagògico-cibernètics de l'ambigüitat lingüística (1988) i va ser un punt de partida per a la seva posterior carrera en l'àmbit acadèmic i pedagògic. En els 70, va pertànyer al Seminari Internacional de Ciències de l'Educació dirigit per Sanvisens.
Des del 1999 fins al 2002, Moly va ser presidenta de l'Associació Catalana d'Esperanto (Kataluna Esperanto Asocio en esperanto, abreujat KEA). A més de supervisar el 29è congrés de l'associació que va tenir lloc a Manresa (1999) i el 30è celebrat a Girona (2001), així com la col·laboració en una campanya solidària amb Bòsnia, un fet rellevant del seu mandat va ser l'organització d'un seminari sobre la qüestió lingüística a la Unió Europea. En aquest esdeveniment van prendre part reconeguts líders polítics i experts en lingüística. Moly va defensar especialment la funció representativa de la presidència de KEA davant d'altres associacions, una tasca que sovint no era visible per als membres, però crucial per a l'esperanto.
També va formar part de la junta de govern de la Federació d'Organitzacions Catalanes Internacionalment Reconegudes, i com a tal, va establir vincles amb altres organitzacions internacionals i va contribuir al reconeixement i la presència de Catalunya en l'escenari internacional.
Juntament amb el seu marit, va dirigir el departament d'esperanto d'Amics de la UNESCO a Barcelona i va ser responsable dels cursos multinivell d'aquesta llengua. La seva implicació no es limitava, però, únicament a l'esperanto, sinó que considerava la llengua internacional com una part integral de qüestions polítiques i feministes.
Va ser membre del Col·lectiu de Dones en l'Església (CDE) i va escriure i publicar textos que abordaven la qüestió del paper de les dones dins l'església, com ara, l'epíleg del llibre La mirada violeta. Llegint els Evangelis amb ulls de dona de M. Ángels Filella. També va ser l'autora de la lletra i de la música de l'Himne de Maria de MagdalaI, que va esdevenir un cant solemne del CDE.
En el moment del seu traspàs, als 61 anys, era membre del comitè executiu de KEA i representant del'associació davant la Federació d'Organitzacions Catalanes Internacionals Reconegudes.